# Henri Coandă International Airport
Henri Coandă International Airport (Roemeens: Aeroportul Internaţional Henri Coandă), IATA-code: OTP, is het grootste vliegveld van Roemenië en is een van de twee internationale vliegvelden van hoofdstad Boekarest.
Henri Coandă ligt in het noorden van de metropool Boekarest, in de gemeente Otopeni, op een afstand van zestien kilometer van Boekarest. Het vliegveld staat nog bekend als "Otopeni" (Aeroportul Internațional București Otopeni). In mei 2004 werd de naam veranderd ter ere van de Roemeense luchtvaartpionier Henri Coandă, de uitvinder van de voorloper van de straalmotor en het Coandă-effect. Op het vliegveld bevindt zich het hoofdkwartier van de Roemeense luchtvaartmaatschappij Tarom, die hier ook haar hub heeft.
In 2019 telde de luchthaven 14.697.239 passagiers. Dit is het gevolg van een bijna ononderbroken jaarlijkse groei van verkeer. In 2005 had de luchthaven net geen drie miljoen passagiers, in 2010 naderde men de vijf miljoen en in 2015 passeerden ruim negen miljoen de luchthaven.

## Geschiedenis en ontwikkelingen

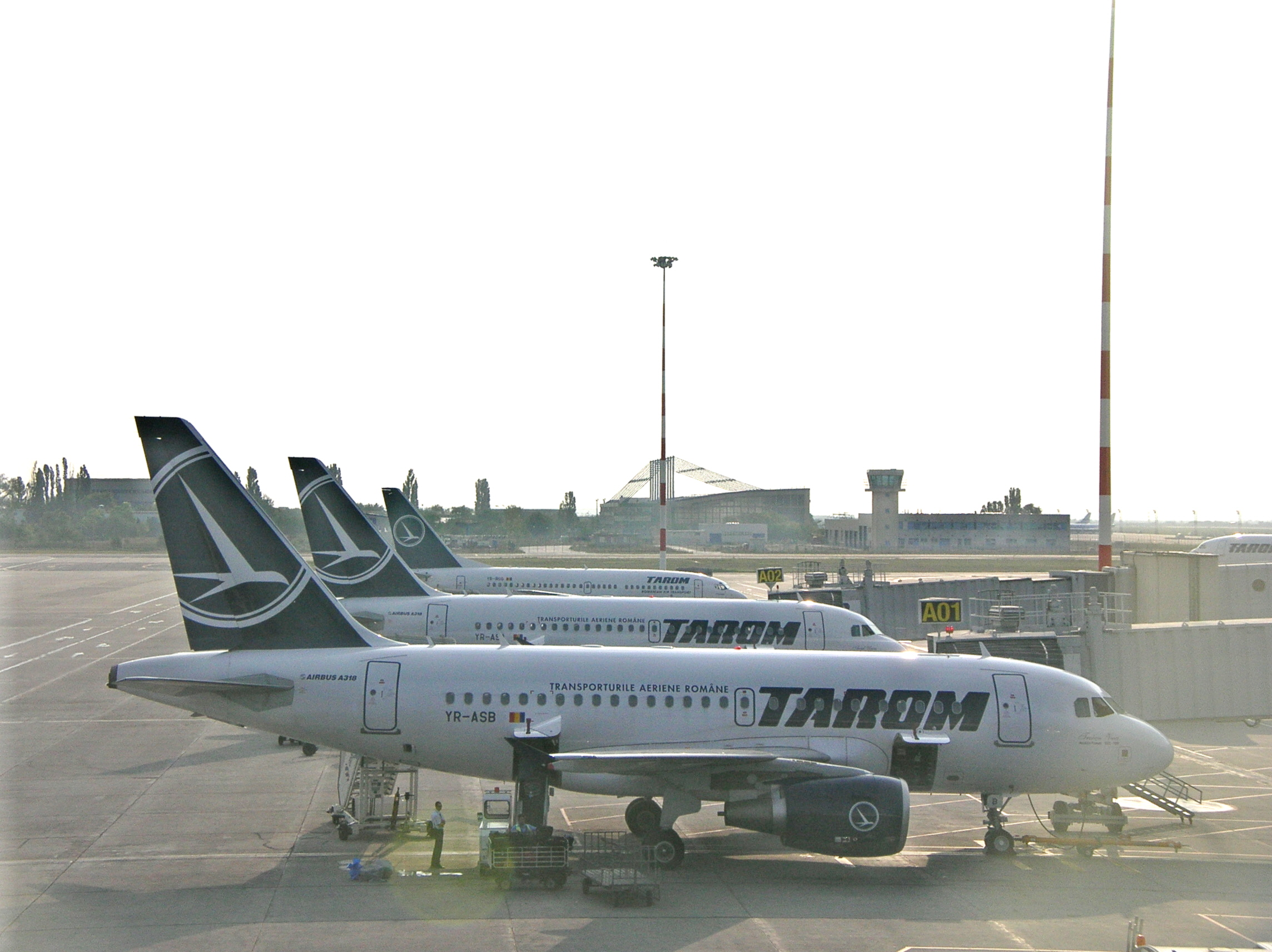
Boekarest Henri Coanda is de hub van Tarom

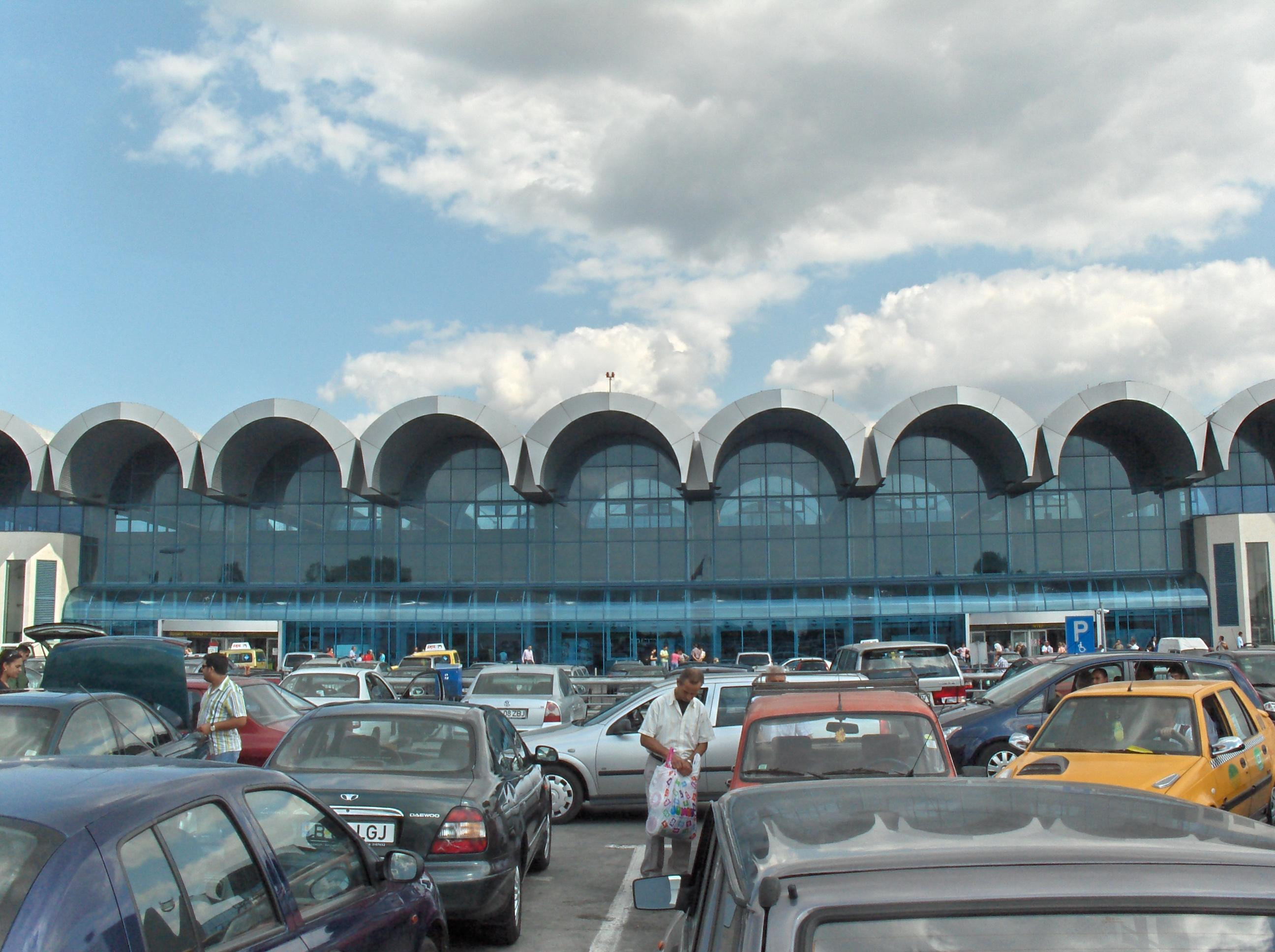
Aankomsthal

Tot 1965 werd het vliegveld alleen voor militaire doeleinden gebruikt en was Aurel Vlaicu International Airport (Băneasa Airport) het commerciële vliegveld van Boekarest. Toen echter het aantal passagiers begon te groeien werd het militaire vliegveld mede geschikt gemaakt voor civiele luchtvaart. De start- en landingsbaan werd verlengd naar 3500 meter, de langste in Europa in 1965. Daarnaast werd er een nieuwe terminal gebouwd.
Ter gelegenheid van een bezoek van de Amerikaanse president Richard Nixon aan Roemenië werd in de jaren zestig een VIP-lounge gecreëerd. Na verdere uitbreidingen in 1970 en 1986 had het vliegveld een tweede startbaan, met een lengte van 3500 meter, en diverse technische verbeteringen. In 1992 werd Otopeni Airport lid van de Airports Council International (ACI). In 1997 en 2003 werd de terminal grondig verbouwd. Het vliegveld heeft de ILS CAT IIIb-status.
Het vliegveld is in het begin van de 21ste eeuw opnieuw uitgebreid. Deze werkzaamheden werden in 2012 afgerond, waarna Otopeni Airport maximaal 4500 passagiers per uur kan verwerken. Hierdoor kan het totaal aantal passagiers stijgen naar zes miljoen per jaar.
Er zijn plannen om aan de oostkant een nieuwe, extra terminal te bouwen (Henri Coandă 2) met vier grote hallen die per hal vijf miljoen passagiers per jaar kunnen verwerken. In 2030 zou de tweede terminal alleen al twintig miljoen passagiers per jaar moeten verwerken. De terminal wordt in de toekomst aangesloten op de A3 Boekarest - Brașov, het spoorwegnet en mogelijk ook de metro van Boekarest.
Doordat Aurel Vlaicu International Airport vanaf 2013 een zakenvliegveld wordt, zijn de lijndiensten (grotendeels prijsvechters) per 25 maart 2012 naar Henri Coanda International Airport verplaatst.

## Maatschappijen en bestemmingen

### Passagiers
| Luchtvaartmaatschappij                                         | Bestemmingen (maart 2012) |
| -------------------------------------------------------------- | --- |
| Aegean Airlines                                                | Seizoen: Corfu, Heraklion, Rhodos, Santorini |
| Aer Lingus                                                     | Dublin |
| Aeroflot                                                       | Moskou-Sheremetyevo |
| Air Bucharest                                                  | Dubai Charter: Abu Dhabi, Antalya, Athene, Bodrum, Bologna, Brussel, Corfu, Heraklion, Hurghada, Ibiza, Kos, Malta Luqa, Málaga, Palma de Mallorca, Rhodos, Santorini, Sharm el-Sheikh, Tenerife-Zuid, Varna, Zakinthos |
| Air Europa                                                     | Charter: Tenerife-Zuid |
| Air France                                                     | Parijs-Charles de Gaulle |
| Air Malta                                                      | Seizoen: Malta |
| Alitalia                                                       | Milan-Linate, Rome-Fiumicino |
| Austrian Airlines                                              | Wenen |
| Austrian Uitgevoerd door Tyrolean                              | Seizoen: Wenen |
| Blue Air                                                       | Barcelona, Bologna, Brussel, Catania, Dublin, Larnaca, Londen-Luton, Madrid, Málaga, Milaan-Bergamo, Napels, Nice, Parijs-Beauvais, Rome-Fiumicino, Stuttgart, Valencia, Venetië-Marco Polo Seizoen: Constanta, Lissabon [hervat 12 juni 2012] |
| British Airways                                                | Londen-Heathrow |
| Carpatair                                                      | Timisoara |
| Czech Airlines                                                 | Praag |
| El Al                                                          | Tel Aviv-Ben Gurion |
| Germanwings                                                    | Keulen/Bonn |
| KLM                                                            | Amsterdam |
| LOT Polish Airlines                                            | Warschau |
| Lufthansa                                                      | Berlijn-Brandenburg [begint 3 juni 2012], Frankfurt, München |
| Lufthansa Regional uitgevoerd door Eurowings                   | Düsseldorf |
| Lufthansa Regional uitgevoerd door Lufthansa CityLine          | München |
| Nouvelair                                                      | Seizoen: Djerba, Monastir, Tunis |
| Pegasus Airlines                                               | Istanbul-Sabiha Gökçen |
| Pegasus Airlines uitgevoerd door IZair                         | Istanbul-Sabiha Gökçen |
| Qatar Airways                                                  | Doha, Sofia |
| Scandinavian Airlines                                          | Kopenhagen |
| Scandinavian Airlines uitgevoerd door Cimber Sterling          | Kopenhagen |
| Sky Airlines                                                   | Seizoen: Antalya |
| Swiss International Air Lines uitgevoerd door Helvetic Airways | Zürich |
| Syrian Arab Airlines                                           | Damascus |
| TAROM                                                          | Amman, Amsterdam, Athene, Baia Mare, Barcelona, Beiroet, Belgrado, Brussel, Boedapest, Cairo, Chișinău, Cluj-Napoca, Dubai, Frankfurt, Iași, Istanbul-Atatürk, Larnaca, Londen-Heathrow, Lyon (stopt 31 maart 2013), Madrid, München, Nice (begint 31 mei), Oradea, Parijs-Charles de Gaulle, Rome-Fiumicino, Satu Mare, Sibiu, Sofia, Straatsburg, Suceava, Târgu Mureș, Tel Aviv-Ben Gurion, Thessaloniki, Timișoara, Wenen Seizoen: Hurghada, Kos (begint 13 juni), Santorini (begint 13 juni), Salzburg, Tenerife-Zuid (begint 12 juni) |
| Turkish Airlines                                               | Istanbul-Atatürk |
| Vueling Airlines                                               | Seizoen: Barcelona [hervat 22 juni 2012] |
| Wizz Air                                                       | Alghero (vanaf 18 mei 2013), Alicante, Barcelona, Bari, Bologna (vanaf 1 april 2013), Brussel-Charleroi, Boedapes, Catania, Cuneo, Dortmund, Eindhoven, Forlì, Londen-Luton, Madrid, Memmingen [begint 25 juni 2012], Milan-Bergamo, Napels, Palma de Mallorca [begint 25 juni 2012], Parijs-Beauvais, Pis, Rome-Ciampin, Valencia, Venetië-Treviso, Verona [begint 23 juni 2012], Zaragoza |

### Vracht
| Luchtvaartmaatschappij                           | Bestemmingen (juni 2011)              |
| ------------------------------------------------ | ------------------------------------- |
| DHL Aviation                                     | Milaan-Orio al Serio, Venetië-Treviso |
| Tarom Cargo                                      | Alle Tarom bestemmingen               |
| TNT Airways                                      | Luik                                  |
| UPS Airlines uitgevoerd door Farnair Switzerland | Keulen/Bonn                           |

## Aantallen passagiers
In 2005 telde de luchthaven drie miljoen reizigers. Nadien volgde een bijna ononderbroken gestage groei.
Een deel van de groei in 2007 en 2008 (en de terugval in 2009) is veroorzaakt door de tijdelijke verplaatsing van de lagekostenluchtvaartmaatschappijen van Aurel Vlaicu International Airport (vroeger Băneasa Airport) naar Otopeni, tijdens de zomer van 2007.
In 2010 ontving Henri Coandă International 4.917.952 passagiers, een toename van 9,7 procent vergeleken met 2009. Samen verwerkten de twee vliegvelden in Boekarest in 2010 meer dan zeven miljoen passagiers.

### Drukste routes

#### Internationaal
| Stad              | Luchthaven(s)                       | Wekelijks aantal vertrekken (April 2011) | Maatschappijen                       |
| ----------------- | ----------------------------------- | ---------------------------------------- | ------------------------------------ |
| Wenen             | Luchthaven Wenen                    | 44                                       | Austrian airlines, Niki, Tarom       |
| München           | Luchthaven München                  | 41                                       | Lufthansa, Lufthansa Regional, Tarom |
| Parijs            | Luchthaven Parijs-Charles de Gaulle | 34                                       | Air France, Tarom                    |
| Istanboel         | Luchthaven Istanbul Atatürk         | 33                                       | Tarom, Turkish Airlines              |
| Frankfurt am Main | Luchthaven Frankfurt am Main        | 32                                       | Lufthansa, Tarom                     |
| Amsterdam         | Luchthaven Schiphol                 | 32                                       | KLM, Tarom                           |
| Boedapest         | Luchthaven van Boedapest            | 30                                       | Tarom                                |
| Madrid            | Luchthaven Madrid-Barajas           | 22                                       | easyJet, Tarom, Vueling Airlines     |
| Londen            | Luchthaven Londen Heathrow          | 21                                       | British Airways, Tarom               |
| Tel-Aviv          | Luchthaven Tel Aviv Ben-Gurion      | 21                                       | El Al, Tarom                         |

#### Binnenlands
| Stad        | Luchthaven(s)                               | Wekelijks aantal vertrekken (Juni 2011) | Maatschappijen   |
| ----------- | ------------------------------------------- | --------------------------------------- | ---------------- |
| Timișoara   | Timișoara Traian Vuia International Airport | 41                                      | Tarom, Carpatair |
| Iași        | Luchthaven Iași                             | 31                                      | Tarom            |
| Cluj-Napoca | Internationale luchthaven van Cluj-Napoca   | 30                                      | Tarom            |
| Oradea      | Luchthaven Oradea                           | 14                                      | Tarom            |
| Suceava     | Luchthaven Suceava                          | 11                                      | Tarom            |
| Satu Mare   | Luchthaven Satu Mare                        | 8                                       | Tarom            |
| Sibiu       | Sibiu International Airport                 | 8                                       | Tarom            |
| Baia Mare   | Luchthaven Baia Mare                        | 5                                       | Tarom            |
| Târgu Mureș | Luchthaven Târgu Mureș                      | 3                                       | Tarom            |

## Toegang

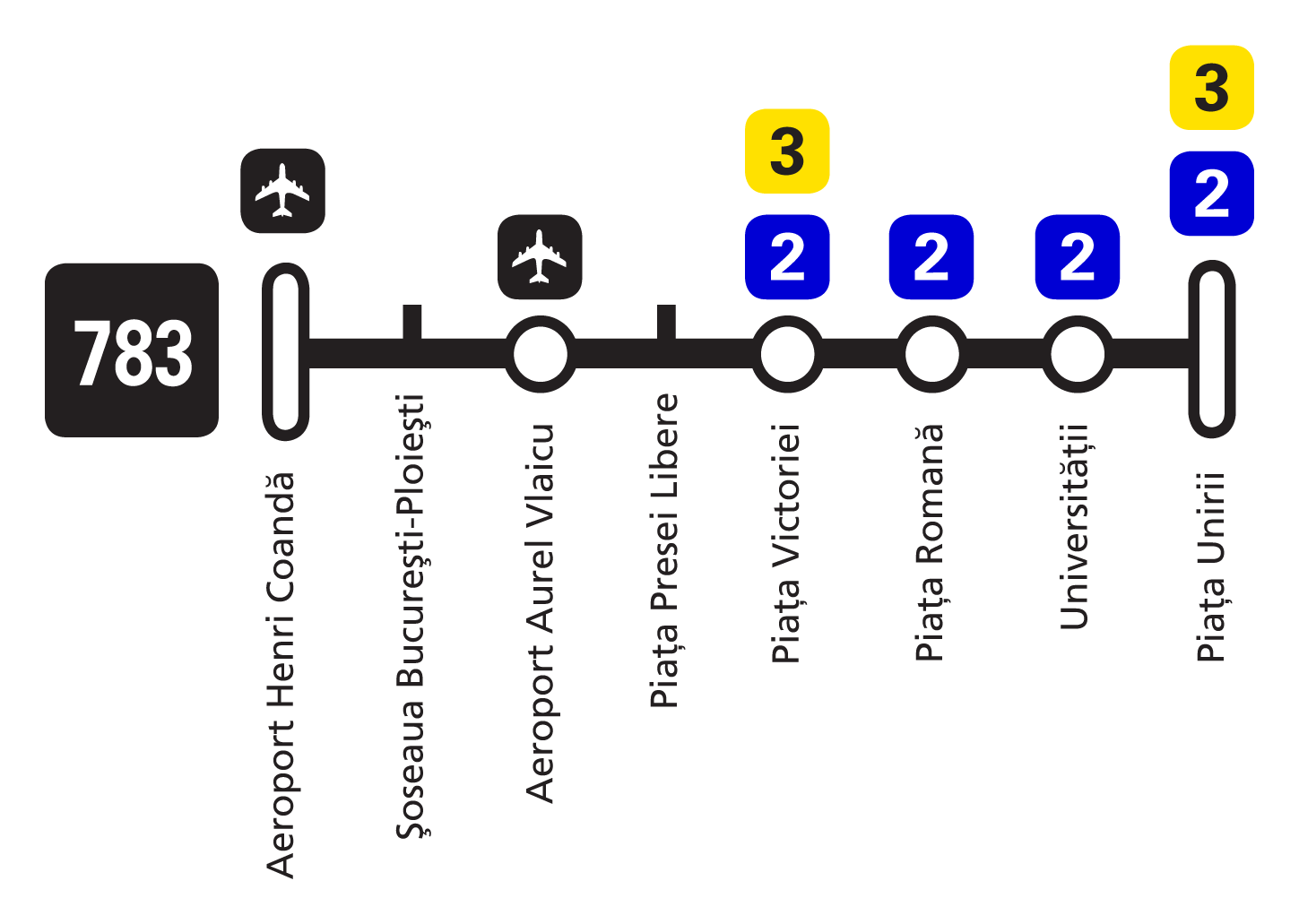
STB Route Bus 783 (inclusief verbindingen op de Metro van Boekarest.

### Trein
Er is een directe treinverbinding met Gara de Nord. Het luchthavenstation bevindt zich op ongeveer een kilometer afstand van het vliegveld, shuttlebusjes brengen de passagiers heen en weer.

### Bus
STB-bus 780 rijdt naar het Gara de Nord en bus 783 rijdt naar het centrum van Boekarest.

### Taxi
Henri Coandă Airport heeft een taxistandplaats.

### Auto
De luchthaven ligt 16,5 kilometer ten noorden van het centrum van Boekarest. Naar en van het centrum ligt de autoweg DN1. In de toekomst komt daar snelweg A3 bij.